# Salome Gluecksohn-Waelsch
Salome Gluecksohn-Waelsch (geboren als Salome Glücksohn 6. Oktober 1907 in Danzig; gestorben 7. November 2007 in New York) war eine deutsch-amerikanische Genetikerin.

## Leben
Salome Glücksohn war eine Tochter des Ilja Glücksohn und der Nadia Pomeranz. Sie studierte Chemie und Zoologie in Königsberg und Berlin. 1928 ging sie zu Hans Spemann an die Albert-Ludwigs-Universität Freiburg, wo sie 1932 mit einer Arbeit über die Embryonalentwicklung der Extremitäten von Molchen promoviert wurde. Im selben Jahr heiratete sie den Biochemiker Rudolf Schönheimer.
1933 mussten beide als Juden in die Vereinigten Staaten emigrieren. Ab 1936 arbeitete Gluecksohn an der Columbia University, wo sie bis 1953 blieb. Zusammen mit Leslie C. Dunn arbeitete sie an Skelettmutanten der Maus, insbesondere am Brachyury-Gen. In diesen Arbeiten kombinierte sie ihr bei Spemann erworbenes embryologisches Handwerkszeug mit den Ideen und Methoden der klassischen Mausgenetik. Seitdem gilt sie als die Begründerin der Entwicklungsgenetik der Säugetiere.
1938 erwarb sie die amerikanische Staatsbürgerschaft. Nach Schönheimers Suizid 1941 heiratete sie den Neurochemiker Heinrich Waelsch. 1953 ging sie an das neu gegründete Albert Einstein College of Medicine (AECOM), wo sie zuerst eine Professur für Anatomie innehatte. Von 1963 bis 1976 war sie Chairman des Departments für Genetik. Emeritiert wurde sie 1978, sie arbeitete aber weiter bis ins hohe Alter. Noch in den 1990er Jahren publizierte sie und nahm an wissenschaftlichen Konferenzen teil, auf denen eine neue Generation von Wissenschaftlern mit Methoden der experimentellen Mausgenetik neue Antworten auf klassische Fragen der Entwicklungsgenetik suchten und Mutationen wie Brachyury molekular charakterisiert werden konnten.
Sie erhielt erst spät breite Anerkennung für ihre Arbeiten. 1979 wurde sie Mitglied der National Academy of Sciences, 1980 Mitglied der American Academy of Arts and Sciences. 1982 ehrte sie die Albert-Ludwigs-Universität Freiburg mit der goldenen Promotion, die sie reserviert annahm. 1993 erhielt sie die National Medal of Science aus der Hand des damaligen Präsidenten Bill Clinton und in Gegenwart des damaligen Vize-Präsidenten Al Gore und 1999 wurde sie mit der Thomas Hunt Morgan Medal ausgezeichnet. 1995 wurde sie Mitglied der Royal Society und Ehrendoktor der Columbia University. Sie starb einen Monat nach ihrem hundertsten Geburtstag.
2010 vergab die Freiburger Spemann Graduiertenschule für Biologie und Medizin (SGBM) in Zusammenarbeit mit dem Genetik Department des AECOM auf Anregung des Biologen Ralf Reski den Salome Gluecksohn-Waelsch Preis für die beste Dissertation.